# Jamunimadhepura
Jamunimadhepura – gaun wikas samiti we wschodniej części Nepalu w strefie Sagarmatha w dystrykcie Saptari. Według nepalskiego spisu powszechnego z 2001 roku liczył on 1107 gospodarstw domowych i 6424 mieszkańców (3107 kobiet i 3317 mężczyzn).